# بویان (سرزمین آلتای)
بویان (به لاتین: Buyan) یک منطقهٔ مسکونی در روسیه است که در سرزمین آلتای واقع شده‌است.